# 訃報 1975年9月
訃報 1975年9月（ふほう 1975ねん9がつ）では、1975年（昭和50年）9月中に物故した、又は物故が報じられた人物についてまとめる。

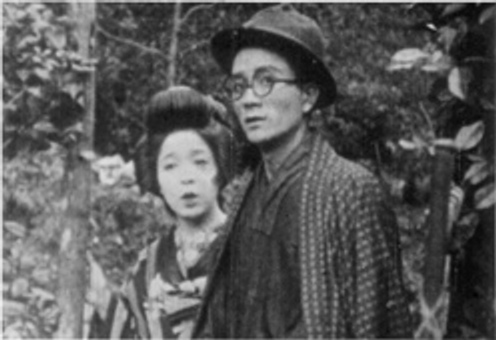
杉狂児（右） / 9月1日没

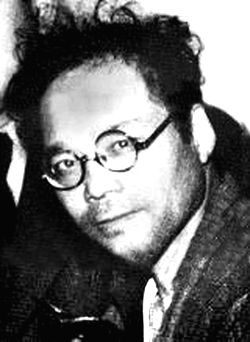
棟方志功 / 9月13日没

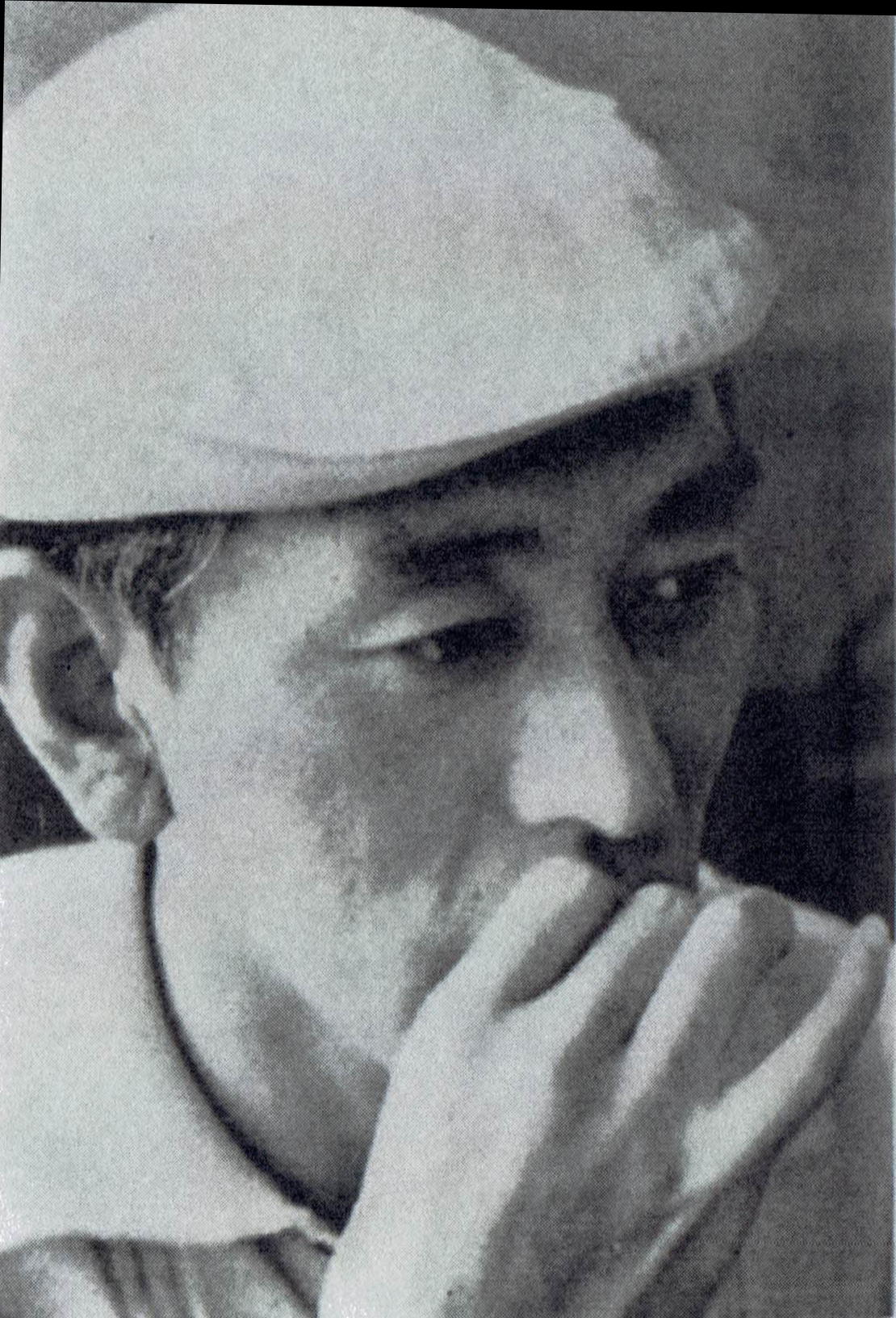
三隅研次 / 9月24日没

## （1日 - 15日）
- 9月1日 - 松本彦七郎、動物学者・地質学者（* 1887年）
- 9月1日 - 杉狂児、俳優・歌手（* 1903年）
- 9月2日 - 坂根田鶴子、映画監督（* 1904年）
- 9月4日 - 壺井繁治、詩人（* 1897年）
- 9月5日 - 堂本印象、日本画家（* 1891年）
- 9月6日 - 皆見省吾、皮膚科医（* 1893年）
- 9月7日 - 高山洋吉、左翼運動家・翻訳家（* 1901年）
- 9月10日 - ジョージ・パジェット・トムソン、物理学者（* 1892年）
- 9月10日 - 日比野士朗、作家（* 1903年）
- 9月10日 - 岩崎孝子、岩崎小弥太の妻（* 1888年）
- 9月11日 - 西原貫治、陸軍軍人（* 1890年）
- 9月13日 - 棟方志功、版画家（* 1903年）
- 9月15日 - 鈴木寿雄、童画画家（* 1904年）

## （16日 - 30日）
- 9月16日 - 日比野武、元プロ野球選手（* 1920年）
- 9月17日 - 高島野十郎、画家（* 1890年）
- 9月20日 - 沢村いき雄、俳優（* 1905年）
- 9月24日 - 三隅研次、映画監督（* 1921年）
- 9月26日 - 奥村勝蔵、外交官（* 1903年）
- 9月26日 - 笹村草家人、彫刻家（* 1908年）
- 9月29日 - ケーシー・ステンゲル、元メジャーリーガー・監督（* 1890年）